# Ulla Campbell
Ulla Karin Campbell, född Hansen 8 mars 1925 i Göteborgs Gamlestads församling, död 16 mars 2017 i Karlskrona stadsdistrikt, var en svensk arkitekt. Hon var gift med Dag Campbell 1955–1974.
Campbell, som var dotter till dotter till ingenjör Holger Hansen och Edit Gustavsson, studerade vid Kungliga Tekniska högskolan 1947–1951 och möbelkonst vid Konstfackskolan 1951–1952. Hon studerade även konstvetenskap vid Stockholms universitet 1977 och 1979–1981. Hon praktiserade på Byggnadsstyrelsens byggnadsbyrå samt hos Ivar Tengbom och hos Anders Berg. Hon var anställd hos Nils Islinger 1951–1952, hos Roland Rainer i Wien 1952, hos Nils Rissén i Sundbyberg 1953, hos Hans Neumüller 1953 (och fullföljde hans uppdrag efter att han avlidit), på stadsarkitektkontorets stadsplaneavdelning i Uppsala 1955–1956, Svensk Byggtjänst i Stockholm 1959–1960, länsarkitektkontoret i Uppsala 1964–1965, lärare vid Fyrisskolan i Uppsala (tekniskt gymnasium och fackskola) 1966–1972, stadsarkitektkontoret i Sollentuna kommun 1972–1975 (byggnadslovsarkitekt och ställföreträdande stadsarkitekt). Hon var biträdande stadsarkitekt i Nyköpings kommun 1975–1987. Hon bedrev egen verksamhet 1955–1972 och från 1987.